# Johann Jakob Hauser (Politiker, 1854)
Johann Jakob Hauser (* 3. Januar 1854 in Mettmenstetten; † 15. Juli 1913 in Rifferswil) war ein Schweizer Landwirt, Journalist und freisinniger Landwirtschaftspolitiker.

## Leben

### Familie
Johann Jakob Hauser war das einzige Kind des gleichnamigen Landwirts und dessen Ehefrau Barbara (geb. Burkhard).
Er war seit dem 2. September 1872 mit Barbara, der Tochter des Landwirts Heinrich Hägi aus Mettmenstetten, verheiratet; gemeinsam hatten sie einen Sohn.

### Werdegang
Johann Jakob Hauser besuchte die Primarschule seines Geburtsortes und die Sekundarschule in Hausen.
Er übernahm ab 1869, bedingt durch den Tod seines Vaters, die Leitung des elterlichen landwirtschaftlichen Betriebs, bis er Mitte der 1880er Jahre das grössere Gut Gerensteg in Rifferswil erwarb.
Dank seines Selbststudiums konnte er später journalistisch und schriftstellerisch als Autor volkstümlicher Dramen tätig werden.
Von 1901 bis 1904 war er Redaktor des Bauernbund und von 1905 bis 1913 des Bauernfreund; er war auch Mitarbeiter des Zürcher Bauern und der Chronik der Stadt Zürich.

### Politisches und gesellschaftliches Wirken
Johann Jakob Hauser lehnte, als Landwirtschaftspolitiker, eine einseitige bäuerliche Interessenpolitik ab.
Er engagierte sich auch kommunalpolitisch und war anfangs Gemeinderat und von 1898 bis 1907 Gemeindepräsident von Rifferswil. Von 1899 bis 1913 war er liberaler Zürcher Kantonsrat und, als Nachfolger des zurück getretenen Albert Studler, vom 6. Juni 1910 bis zu seinem Tod Nationalrat; im Nationalrat folgte ihm Robert Schmid.
Johann Jakob Hauser war Mitglied der kantonalen Landwirtschaftskommission; dort wurde der Nationalrat Emil Rellstab sein Nachfolger.
Er war seit 1911 Präsident der Kommission für die landwirtschaftliche Domäne des Klosters Kappel und von 1902 bis 1913 Mitglied in der Aufsichtskommission der kantonalen landwirtschaftlichen Schule Strickhof.

## Mitgliedschaften
Johann Jakob Hauser wurde 1904 in den Vorstand des neu gegründeten kantonalen Landwirtschaftlichen Vereins gewählt.
Er war von 1909 bis 1913 im Vorstand des Schweizerischen Bauernverbands.